# Кочадаян Ранадхіран
Кочадаян Ранадхіран — індійський правитель з династії Пандья. Був сином і наступником Арікесарі Маравармана.

## Життєпис
Кочадаян Ранадхіран зміцнив свою перевагу над правителями Чера та Чола, прибравши до своїх рук владу у місті Мангалапурам (сучасний Мангалур). Він розпочав бойові дії з правителями Чалук'я з Бадамі та Західними Гангами.
Спадкоємцем Кочадаяна Ранадхірана став його син Мараварман Раджасімга I.